# Libération de Vesoul
Seconde Guerre mondiale
La Libération de Vesoul aussi appelée Bataille de Vesoul intervient le 12 septembre 1944 dans la préfecture haut-saônoise, à la fin de la Seconde Guerre mondiale. La ville est libérée par la 3e division d'infanterie US.

## Contexte historique
Vesoul est prise par la Wehrmacht le 16 juin 1940 et se retrouve en zone interdite, comme une majeure partie de la Franche-Comté. La ligne de démarcation n'est localisée qu'à 75 kilomètres au sud de Vesoul, à la frontière des départements du Jura et du Doubs. Les Allemands mobilisent alors plusieurs bâtiments et lieux dans la ville en y implantant notamment un camp de prisonniers : le Frontstalag 141, installé dans les casernes du 11e chasseur à cheval. Ce camp était dédié aux indigènes coloniaux de l'armée française et pouvait totaliser jusqu'à 5 000 prisonniers. La Kommandantur est placée dans la villa Louise (aujourd'hui renommée villa Armand-Schiber), imposant bâtiment situé avenue Aristide-Briand, non loin de l'hôpital Paul-Morel.
Au début de la guerre, les premiers mouvements de résistance à Vesoul apparaissent. En 1943, un véritable état-major est constitué avec pour chef de file Yves Barbier, responsable départemental du mouvement Défense de la France. Dans ses actions de résistance, il nomme un responsable des affaires civiles, le maire de Vesoul René Hologne, un responsable des affaires militaires, Paul Guépratte, inspecteur à la SNCF et un adjoint, Gaston Girard, inspecteur des contributions indirectes. La plupart d'entre eux mourront en déportation.
Les troupes américaines libérèrent, le 8 septembre 1944, la ville de Besançon à 50 kilomètres au sud puis se dirigèrent vers Vesoul. Ils eurent toutefois des difficultés à traverser l'Ognon, affluent de la Saône, les Allemands ayant détruits les ponts du le secteur de Pesmes et de Marnay. Avant la libération, Vesoul est tenue par la 189e et la 716e divisions d’infanterie allemandes qui totalisent à eux deux d'une quinzaine de canons.

## Déroulement
Les Américains investirent Vesoul en début de journée du 12 septembre. Les armements allemands sont alors petit à petit éliminés : des canons situés dans le quartier du Transmarchement et des Rêpes sont détruits. Quelques combats ont lieu à La Motte et au carrefour du Transmarchement ; on y retrouva par la suite de nombreux corps de soldats américains et allemands. Vers 16h30, la ville est totalement libérée des armées allemandes.
Par la suite, les libérateurs, à bord de nombreux véhicules et tanks notamment, traversent le centre-ville en remontant la rue Paul-Morel et en passant devant l'hôtel de ville de Vesoul, sous l'acclamation des habitants. De précieux clichés photographiques sont pris par René Larcher, responsable d'un cabinet de photographie localisé devant la mairie et qui est en compagnie de son fils Michel Larcher sont pris à cet instant. D'autres clichés ont également été pris par Fernand Lecomte.
Sur ordre du comité départemental de Libération, Paul Heymes, le maire de Vesoul en poste, est arrêté à la Libération mais relâché le 17 septembre sans poursuite. Des habitants de la ville brulèrent dans la rue le drapeau d'Hitler tandis que d'autres brandirent le drapeau américain depuis les fenêtres de leurs habitations. Les troupes américaines se dirigèrent ensuite vers d'autres localités du département et libérèrent Luxeuil-les-Bains et Lure le 16 septembre. La libération de l'ensemble du département de la Haute-Saône s'est faite sur une période totale de 83 jours.

## Conséquences
Le jour de la libération de la ville, le boulevard du maréchal Pétain, axe de circulation principal traversant le sud de Vesoul, est renommé boulevard Charles de Gaulle : des habitants de la ville arrachèrent alors les plaques de rue du boulevard afin de laisser place à son nouveau nom. Auparavant appelée boulevard de Besançon, cette voie avait été choisie lors d'une réunion du conseil municipal de Vesoul le 30 décembre 1940 pour porter le nom de Pétain. Pendant la guerre, Vesoul a été par ailleurs la première ville du département à donner le nom de maréchal Pétain à l'une de ses voies,. Bien qu'ayant visité plusieurs villes franc-comtoises suite après la Libération, le général de Gaulles ne vint que pour la première fois à Vesoul le 27 janvier 1950.

## Postérité
Une stèle rendant hommage aux soldats américains de la 36e division tombés lors pendant les combats a été inaugurée le 12 septembre 2014 pour le 70e anniversaire de la libération de la ville, en présence notamment du maire de Vesoul Alain Chrétien, du député européen Arnaud Danjean et de la famille d'un des soldats américains morts, Victor Casaretti,
Chaque année, la commune commémore la libération de Vesoul, en général sur la place des Allées, à proximité du monument aux morts, et le plus souvent assistée par le maire de Vesoul voire d'autres personnalités locales,.